# Cheleocloeon yolandae
Cheleocloeon yolandae is een haft uit de familie Baetidae. De wetenschappelijke naam van de soort is voor het eerst geldig gepubliceerd in 1993 door Wuillot & Gillies.
De soort komt voor in het Afrotropisch gebied.